# ظهور قهرمان سپر

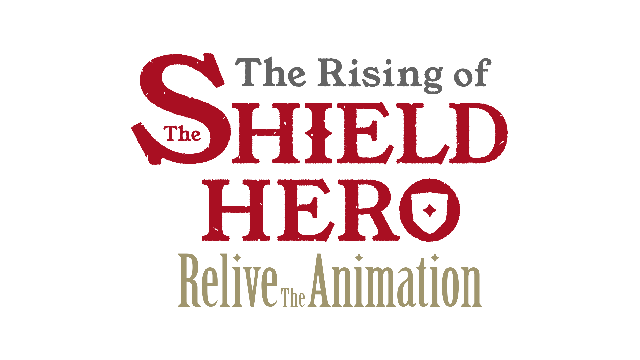
متن نوشته ای از نام انیمه

ظهور قهرمان سپر (به ژاپنی: 盾の勇者の成り上がり Tate no Yūsha no Nariagari) (به انگلیسی: Rising of the Shield Hero)یک مجموعه لایت نوول خیال‌پردازی تاریک ژاپنی است که توسط آنکو یوساکی نوشته شده‌است. این مجموعه ابتدا به صورت رمان وب و محتوای تولیدی کاربران در وبگاه شوستسوکا نی نارو منتشر می‌شد، و از آن زمان به بعد توسط مدیا فکتور با خط داستانی گسترش یافته همراه با طراحی سئیرا مینامی عرضه می‌شود.
بر پایه این رمان یک مجموعه مانگا توسط آئیا کیو و مدیا فکتور دستمایه اقتباس قرار گرفت که از فوریه ۲۰۱۴ در ماهنامهٔ کامیک فلپر به چاپ می‌رسد و تا آوریل ۲۰۱۹، ۱۳ جلد از آن منتشر شده‌است. همچنین یک مجموعه تلویزیونی انیمه ۲۵ قسمتی در قالب سه فصل که ساخت فصل چهارم آن در تاریخ ۲۰۲۴ تمدید شده است توسط استودیو کینما شیتوراسو تهیه گردیده است که از ژانویه تا ژوئن ۲۰۱۹ پخش شد.

## داستان
در مورد مرد جوانی به نام نائوفومی ایواتانی است که هنگام مطالعه‌ یک کتاب فانتزی در کتابخانه، به دنیای آن کتاب احضار می‌شود. او در آن‌ دنیا با نام قهرمان سپر شناخته می‌‌شود و در کنار سه قهرمان دیگر با نام‌های قهرمان نیزه، قهرمان شمشیر و قهرمان کمان قرار می‌‌گیرد که هرکدام از دنیایی موازی با دنیای محل زندگی نائوفومی احضار شده‌‌اند. وظیفه‌ نجات دنیای این داستان در مقابل موج‌ هایی شیطانی از هیولاها‌ بر دوش آن‌ها است.